# Wentworth (Dacota do Sul)
Wentworth é uma vila localizada no estado norte-americano de Dakota do Sul, no Condado de Lake.

## Demografia
Segundo o censo norte-americano de 2000, a sua população era de 188 habitantes.
Em 2006, foi estimada uma população de 180, um decréscimo de 8 (-4.3%).

## Geografia
De acordo com o United States Census Bureau tem uma área de
0,7 km², dos quais 0,7 km² cobertos por terra e 0,0 km² cobertos por água. Wentworth localiza-se a aproximadamente 491 m acima do nível do mar.

## Localidades na vizinhança
O diagrama seguinte representa as localidades num raio de 24 km ao redor de Wentworth.